# Aérodrome de Pärnu
L'aérodrome de Pärnu (enestonien : Pärnu lennujaam, (code IATA : EPU • code OACI : EEPU)) est un aéroport dans Estonie. L'aéroport est situé 4,4 km au nord-ouest de Pärnu.

## Situation
| Kuressaare Kärdla Pärnu Tallinn Tartu Kihnu Ruhnu Tapa Amari |

## Statistiques
Pour des raisons techniques, il est temporairement impossible d'afficher le graphique qui aurait dû être présenté ici.

Voir la requête brute et les sources sur Wikidata.

## Compagnies aériennes et destinations
| Compagnies             | Destinations                 |
| ---------------------- | ---------------------------- |
| NyxAir                 | En saison: Helsinki-Vantaa   |
| FLN Frisia Luftverkehr | En saison: Ruhnu             |
| Scandinavian Airlines  | En saison: Stockholm-Arlanda |

Actualisé le 22/02/2023